# Gen ức chế khối u
Gen ức chế khối u, hay còn gọi là gen đè nén bướu, là gen có vai trò làm chậm lại sự phân chia tế bào, tham gia sửa chữa DNA hoặc kích hoạt quá trình chết theo chương trình . Nếu gen ức chế khối u bị giảm hoặc mất chức năng, quá trình phân chia tế bào không còn được kiểm soát và có thể dẫn đến ung thư. Trong quá trình phát triển ung thư ở người, việc giảm hoặc mất chức năng của gen ức chế khối u có sự ảnh hưởng quan trọng hơn so với việc kích hoạt gen gây ung thư. Điểm khác biệt quan trọng giữa gen ức chế khối u và gen gây ung thư là: gen ức chế khối u khi bị bất hoạt (mất chức năng) thì sẽ gây ung thư; ngược lại, gene gây ung thư hoạt động khi tiền-gen gây ung thư (proto-oncogen) được kích hoạt (có chức năng).
Gen ức chế khối u có thể được phân loại vào 5 nhóm chính :
- Các phân tử protein nội bào, điều hòa hoặc ức chế sự diễn tiến của chu trình tế bào
- Thụ thể của các nội tiết tố.
- Các phân tử protein điều khiển điểm kiểm soát chu kỳ tế bào, các protein này sẽ ngăn chặn chu kỳ tế bào nếu DNA bị tổn thương hoặc nhiễm sắc thể có bất thường.
- Các phân tử protein tham gia vào quá trình chết theo chương trình.
- Các enzym tham gia sửa chữa DNA.

Nhiều loại ung thư xảy ra do đột biến gen ức chế khối u, dẫn đến một hoặc nhiều protein không được tổng hợp, hoặc được tổng hợp nhưng không có chức năng.

## Chức năng
Gen ức chế khối u, hay cụ thể hơn: protein do gen ức chế khối u mã hóa, có khả năng ức chế chu kỳ tế bào hoặc kích hoạt quá trình chết theo chương trình, hoặc cả hai chức năng trên. Protein ức chế khối u thực hiện chức năng bằng nhiều cách khác nhau:
1. Ức chế biểu hiện các gen quan trọng trong việc điều hòa chu kỳ tế bào. Nếu các gen này không biểu hiện, chu kỳ tế bào khong thể diễn tiến bình thường, sự phân chia tế bào không thể xảy ra.
2. Kết nối giữa chu kỳ tế bào và sự tổn thương DNA. Nếu DNA bị tổn thương, tế bào không được phân chia. Nếu tổn thương trên DNA được sửa chữa, chu kỳ tế bào tiếp diễn và tế bào có thể phân chia.
3. Gây chết tế bào. Nếu sai hỏng trên DNA không thể sửa chữa được, quá trình chết theo chương trình cần được kích hoạt để tránh sai hỏng đó lan rộng trong cơ thể sinh vật.
4. Liên kết gian bào. Một số protein đóng vai trò kết nối giữa tế bào với tế bào, ngăn tế bào ung thư lan rộng, đảm bảo sự kìm hãm tiếp xúc, ngăn chặn quá trình di căn. Các protein này còn được gọi là protein ức chế di căn.
5. Sửa chữa DNA. Các protein này sửa chữa sai hỏng trên bộ gen, ngăn chặn tế bào phân chia khi có sai hỏng. Nếu quá trình sửa chữa DNA giảm, tỉ lệ đột biến không được sửa chữa trên gen sẽ tăng lên, theo đó, nguy cơ gen ức chế khối u bị bất hoạt và gen gây ung thư được kích hoạt cũng sẽ tăng.

## Thuyết hai-đột-biến
Thông thường, một bản sao của gen ức chế khối u là đủ để điều hòa sự phân chia tế bào. Để hình thành ung thư, cả hai bản sao của gen ức chế khối u đều phải bị mất hoặc bất hoạt, đây chính là nội dung của thuyết hai-đột-biến. Theo đó, đột biến gây ung thư xảy ra trên gen ức chế khối u là đột biến lặn, đột biến trên một nhiễm sắc thể chưa đủ để gây ra kiểu hình.
Thuyết hai-đột-biến được trình bày bởi A.G. Knudson, dựa trên các quan sát của ông về bệnh ung thư nguyên bào võng mạc (retinoblastoma). Ông quan sát rằng 40% bệnh nhân Mỹ mang đột biến trên tế bào mầm sinh dục. Cha mẹ mang bệnh có thể sinh ra con khỏe mạnh nhưng đứa trẻ đời cháu (con của người con khỏe mạnh) có thể mang bệnh ung thư. Điều này có nghĩa là người con khỏe mạnh đã được di truyền tế bào mầm sinh dục mang theo đột biến, nhưng chưa được biểu hiện. Cộng thêm các quan sát trên tuổi của người bệnh, ông nhận thấy diễn biến của gen bệnh trùng hợp với sự di truyền tính trạng lặn nhưng đòi hỏi phải có đột biến trên cả hai alen. Các ca bệnh ung thư do di truyền mang một đột biến từ đời trước và một đột biến phát sinh trên alen bình thường. Ở các ca bệnh ung thư nguyên bào võng mạc không do di truyền, người bệnh mang đột biến phát sinh trên cả hai alen. Knudson cũng nhận thấy rằng người bệnh do di truyền thường phát sinh ung thư thứ cấp và thường xảy ra sớm, khi còn nhỏ, so với bệnh nhân không di truyền thường chỉ phát sinh một loại ung thư.
Có một số ngoại lệ so với học thuyết hai-đột biến ở gen ức chế khối u, ví dụ như một số đột biến nhất định trên gen p53. Đột biến p53 trên một alen vẫn có thể gây ra kiểu hình, vì protein p53 đột biến có thể ức chế chức năng của protein p53 bình thường tạo bởi alen không đột biến . Một số gen ức chế khối u khác không tuân theo thuyết hai-đột-biến là những gen có tính chất đặc biệt: gen trội ở cơ thể dị hợp tử không đủ để biểu hiện tính trạng (haploinsufficiency), ví dụ như gen PTCH ở ung thư nguyên bào não và NF1 ở ung thư mô liên kết thần kinh. Một ví dụ khác là gen p27, quy định protein ức chế chu kỳ tế bào; khi chỉ một alen trên gen p27 bị đột biến, người bệnh tăng khả năng bị ảnh hưởng bở các chất gây ung thư.